# Gemaal Winkel
Het Gemaal Winkel is een gemaal van de polder Groot-Mijdrecht. Het ligt in de buurtschap Gemaal behorende tot de gemeente De Ronde Venen, in de provincie Utrecht. Het gemaal werd in 1960 gebouwd en is voorzien van elektromotoren en een dieselmotor die twee centrifugaalpompen met een totale capaciteit van 300 m3/min aandrijven.

## Beschrijving
Op de plaats van het huidige gemaal stond stoomgemaal De Voogt. In 1908 kreeg het gemaal twee nieuwe stoommachines die in 1923 werden vervangen door elektromotoren. In 1961 kwam hiervoor het nieuwe gemaal Winkel in de plaats. Het gemaal werd in 1960 gebouwd in opdracht van de toenmalige waterschap Groot-Mijdrecht. In het gebouw staan twee centrifugaalpompen met een capaciteit van 130 m3/min en 170 m3/min. De pompen worden aangedreven door twee elektromotoren, maar er is ook nog een dieselmotor aanwezig.
Het gemaal ligt in de dijk met de Waver. Het staat aan het eind van de Hoofdtocht die over de gehele noord-zuid lengte van de polder ligt. De polder ligt ongeveer 5,5 à 6 meter beneden Normaal Amsterdams Peil (NAP) hetgeen bijna gelijk is aan de opvoerhoogte. Het gemaal is nu van het Waterschap Amstel, Gooi en Vecht en de polder Groot-Mijdrecht heeft het laagste oppervlaktewaterpeil binnen het hele waterschap, het ligt op 6,7 meter onder NAP.
Bij het gemaal ligt in de Waver ook nog een schotbalkenkering.